# Silene pygmaea
Silene pygmaea är en nejlikväxtart som beskrevs av Johannes Michael Friedrich Adam. Silene pygmaea ingår i släktet glimmar, och familjen nejlikväxter. Inga underarter finns listade i Catalogue of Life.